# Монастырь и костёл Святой Анны (Львов)
Костёл Свято́й А́нны и монасты́рь — памятник истории и архитектуры во Львове (Украина) на перекрёстке улиц Городоцкой и Шевченко (бывшей Яновской). После легализации УГКЦ здание перешло в собственность этой конфессии и называется храм Святой Анны.

## История
Деревянный римокатолический костёл Святой Анны заложили в 1507 году на месте, где городской стражей были убиты и похоронены бежавшие из Львова подмастерья цеха портных. В 1509 году костёл сгорел и только в 1599 году был восстановлен.
Нынешнее здание выстроено в 1730 году. Специфические черты барокко сочетаются со скромностью и простотой членений, конструкций, линий силуэта, скромностью декора и других признаков ренессанса. Более поздний элемент — башня, построенная в 1927 году архитектором Б. Виктором с куполом в стиле ар-деко. Перед башней пристроен трёхгранный притвор, оформленный пилястрами. Бывший костёл представляет собой однонефную базилику с гранёной трехъярусной башней на фасаде, выстроена из камня и кирпича. Перекрытия сводчатые, наклонная крыша с сигнатуркой. За башней по центру размещён фронтон, фланкированый вазами. Арочные оконные прорезы в обрамлениях.
В советские времена в церкви был склад, а позже кассы, которые называли городоцкими (от названия улицы Городоцкой).
В храме современный интерьер после реставрации 1997 года.
Монастырское здание, которое примыкает с южной стороны, сохранило характерные черты архитектуры XVIII века.